# Cecilia Thompson
Cecilia Thompson (São Paulo, 29 de junho de 1936 – São Paulo, 18 de abril de 2019) foi uma jornalista, escritora, tradutora, autora e atriz brasileira.

## Biografia
Filha do casal Expedito Frederico Thompson, descendente de escoceses, e Paula Riether, de alemães, Cecilia nasceu em São Paulo. Formou-se em Jornalismo pela Faculdade Cásper Líbero. Foi no Teatro de Arena que conheceu o ator Gianfrancesco Guarnieri, com quem se casaria em 19 de maio de 1958. Desse casamento nasceram os atores Flávio e Paulo Guarnieri. Separaram-se em junho de 1965.

### Vida profissional
Em 1958, Cecilia participou do filme O Grande Momento. Durante 15 anos esteve à frente das colunas "São Paulo Reclama" e "Seus Direitos", no jornal O Estado de S. Paulo. Faz parte do conselho editorial do Pedaço da Vila desde as primeiras edições e escreve a coluna "Vila Reclama", ajudando os moradores a resolverem uma série de problemas do bairro.
Traduziu livros como Grito Calado, Atrás das Grades, de Yamila Salerno, e Os Forjadores do Mundo Moderno (junto com João Neves dos Santos e Leôncio M. Rodrigues Neto), de Louis Untermeyer, publicado em 1964. Cecilia foi uma das leitoras que tiveram cartas censuradas na revista Veja durante a ditadura — sua carta continha referências à própria censura.
Cecilia morreu em São Paulo, em 2019, aos 82 anos, de causa não divulgada.